# Lycaena schmidtii
Lycaena schmidtii är en fjärilsart som beskrevs av Gerhard 1853. Lycaena schmidtii ingår i släktet Lycaena och familjen juvelvingar. Inga underarter finns listade i Catalogue of Life.